# 대한민국 민법 제271조
대한민국 민법 제271조는 물건의 합유에 대한 민법 물권법 조문이다.

## 조문
제271조(물건의 합유) ① 법률의 규정 또는 계약에 의하여 수인이 조합체로서 물건을 소유하는 때에는 합유로 한다. 합유자의 권리는 합유물 전부에 미친다.
②합유에 관하여는 전항의 규정 또는 계약에 의하는 외에 다음 3조의 규정에 의한다.

第271條(物件의 合有) ① 法律의 規定 또는 契約에 依하여 數人이 組合體로서 物件을 所有하는 때에는 合有로 한다. 合有者의 權利는 合有物 全部에 미친다.
②合有에 關하여는 前項의 規定 또는 契約에 依하는 外에 다음 3條의 規定에 依한다.

## 참고 문헌
- 오현수, 일본민법, 진원사, 2014. ISBN 978-89-6346-345-2
- 오세경, 대법전, 법전출판사, 2014 ISBN 978-89-262-1027-7
- 이준현, LOGOS 민법 조문판례집, 미래가치, 2015. ISBN 979-1-155-02086-9

## 같이 보기
- 공유